# Bako (Costa d'Avorio)
Bako è una città, sottoprefettura e comune della Costa d'Avorio, situata nel dipartimento di Odienné. Conta una popolazione di 28 373 abitanti (censimento 2021).